# 임궁
임궁(任宮, ? ~ 기원전 48년)은 전한 후기의 관료이다.

## 생애
원봉 원년(기원전 80년), 좌장군 상관걸이 어사대부 상홍양·연날왕과 모의하여 대장군 곽광을 축출하려다가 발각되었다. 승상징사(丞相徵事) 임궁은 상관걸을 잡아 죽였고, 공적을 인정받아 익양후(弋陽侯)에 봉해지고 식읍 915호를 받았다.
지절 4년(기원전 66년), 태상에 임명되었으나, 4년 후 무릉원(茂陵園)의 기물을 도둑맞아 면직되었다.
익양절후 33년(기원전 48년)에 죽으니 시호를 절이라 하였고, 아들 임천추가 작위를 이었다. 임천추 또한 태상을 지냈다.

## 출전
- 반고, 《한서》 권7 소제기·권17 경무소선원성공신표·권19하 백관공경표 下

| 전임 소창 | 전한의 태상 기원전 66년 ~ 기원전 62년 | 후임 소창 |

| 선대 (첫 봉건) | 전한의 익양후 기원전 80년 7월 갑자일 ~ 기원전 48년 | 후대 아들 익양강후 임천추 |